# محمد سعد (لاعب كرة قدم عراقي)
محمد سعد لاعب. كرة قدم عراقي من مواليد 4.41988

## الأندية والإنجازات الكروية
- موسم 2007-2008 هداف دوري الدرجة الأولى مع نادي الكرخ
- موسم 2008-2009 هداف نادي دهوك الحاصل على المركز الثالث للدوري العراقي
- موسم 2009-2010 حقق مع نادي دهوك بطولة الدوري العراقي وكان هدافا للدوري برصيد 10 أهداف
- موسم 2010- 2011 هداف نادي الزوراء برصيد 11 هدفا. حقق مع ناديه الزوراء بطولة الدوري العراقي
- موسم 2012-2013 سجل للزوراء 8 أهداف وحصل على جائزة صانع الألعاب في الدوري
- موسم 2013-2014 سجل 5 أهداف مع ناديه الزوراء
- في رصيده 5 أهداف في بطولة الاتحاد الآسيوي مع نادي الزوراء
- هداف منتخب شباب العراق قي تصفيات آسيا التي اقيمت في اربيل سجل على المنتخب السعودي هدفين وهدف على كل من الهند وعمان
- مثل المنتخب الأولمبي العراقي في البطولة التي اقيمت في لندن
- لاعب المنتخب الوطني العراقي منذ العام 2014